# Basi ideologiche del nazionalsocialismo
Le basi ideologiche del nazionalsocialismo possono essere ritrovate nell'esigenza di imporre un nuovo ordine per una Germania nazista, quali una rinnovata potenza militare-economica del paese, la ricerca dell'unità nazionale germanica, un rapporto collaborativo fra le classi sociali e una forte gerarchizzazione politica e sociale della società, la militarizzazione della comunità nazionale vissuta come impegno morale e la fede assoluta del popolo nei capi e nel capo supremo, il Führer.

## Fine della democrazia
Tutti questi presupposti, affermati e voluti, anche con la violenza, dal nazismo, comportavano necessariamente la morte della democrazia parlamentare liberale oltre che del movimento operaio organizzato.
L'organizzazione sociale che Hitler voleva fondare e imporre non era egualitaria bensì fortemente gerarchica.

## Antiebraismo
Nella costruzione ideologica nazista Hitler pose come fondamento essenziale 
il mito dell'ebraismo internazionale quale suprema malattia, vera e propria lebbra sociale da cui discendevano, quali manifestazioni derivate, liberalismo, democrazia, marxismo.
Hitler indicò gli ebrei internazionali come corpo estraneo alla razza ariana, colpevoli di inquinare la purezza della nazione tedesca, accusandoli di servirsi subdolamente della grande finanza internazionale, del marxismo, che avevano infiltrato, e al tempo stesso del capitalismo, da loro dominato, per aggredire il popolo tedesco.
Gli ebrei internazionali erano il male assoluto da estirpare per salvare la nazione tedesca e creare un nuovo ordine costruito sulla potenza, sulla purezza razziale e sulla necessità espandersi internazionalmente.
La rinascita della Germania poteva attuarsi solo con la soppressione degli ebrei assieme ai liberali, ai marxisti e ai democratici.

## Legittimazione ideologica

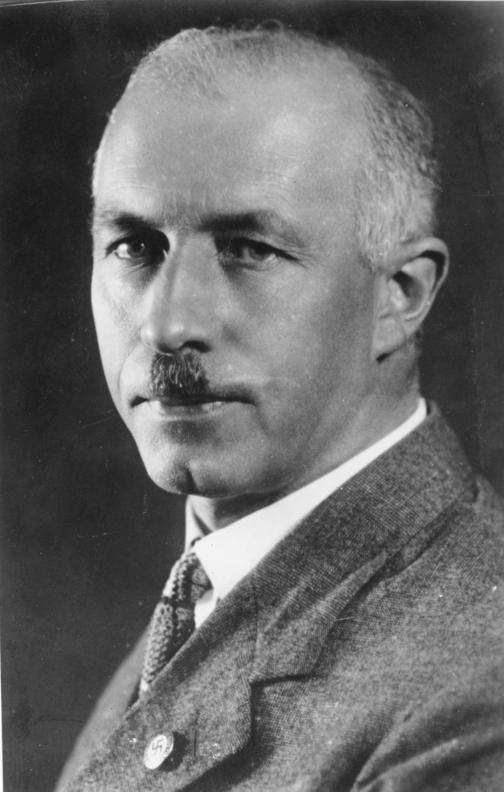
Gottfried Feder

Gottfried Feder, mentore di Hitler, fu il primo ideatore della ideologia nazista con il suo Stato Tedesco ed i suoi fondamenti nazionali e sociali, in cui sosteneva la necessità, per la rinascita della Germania, della eliminazione degli ebrei, in quanto soggetti antinazionali, e l'esigenza di un nuovo ordine sociale basato sul corporativismo.
Hitler riprese dalla teoria dell'eroe di Hegel, del Principe di Machiavelli e del superuomo di Nietzsche e di D'Annunzio, la concezione dell' archetipo di Jung del guerriero, l'idea di Platone secondo cui la nazione deve essere guidata da uomini ritenuti saggi, la visione del Velo di Maya espresso da Schopenhauer, la teoria dell' origine degli Ariani come discendenti di Atlantide sostenuta dalla Blavatsky e alcuni elementi che si confacevano con la propria visione della storia, e poneva la sua persona come creatrice di una nuova morale e di un nuovo percorso storico.
Nel Mein Kampf, il vangelo del nazismo, Hitler ideò una società di tipo militare, in cui solo la fede e l'obbedienza assolute nel Fuhrer del momento potevano portare alla rinascita nazionale. Secondo Hitler era una legge naturale che le masse obbedissero ai capi e che le razze inferiori fossero sottomesse a quelle superiori: la razza ariana dei tedeschi aveva il diritto-dovere al dominio. Lo Stato hitleriano era lo strumento con cui creare una civiltà superiore e con cui raggiungere gli obiettivi fondamentali di liberare il popolo tedesco dalla piaga ebraica, che voleva la distruzione del paese, e di conquistare lo spazio vitale, Lebensraum, di cui la nazione tedesca, razza dominatrice, necessitava.
A proposito dell'elaborazione ideologica e razzista scrive Georges Dumézil: "Già a metà degli anni venti il mondo degli studi si avviava a stabilire quel che oggi è chiaro: l'originalità unitaria indoeuropea, capace di esplicitare il mondo attraverso un'organizzazione sociale nettamente gerarchizzata. In Germania tutto questo era nell'aria da decenni, ma all'insegna restrittiva della teoria della razza. Società segrete come quella di Thule, come il Vril, come l'Ahnenerbe di Friedrich Hielscher innestarono i miti indoeuropei sul malcontento di Versailles (trattato di Versailles). E sulla base di un altro mito antichissimo, quello dell'eterno ritorno che Mircea Eliade dimostrò essere indoeuropeo, costituirono un'ideologia che preconizzò da una parte il ritorno ai miti barbari di Odino, Thor, Freya e dall'altra la lotta al monoteismo ebraico-cristiano che li aveva distrutti. Il nazismo si costituì un'organizzazione precisa sin dal 1933, basata sulle tre funzioni, ovvero la Partei (sovranità magico-giuridica), la Reichwehr (la funzione guerriera) e l'Arbeitfront (l'organizzazione del lavoro)".
Lo studioso Giorgio Galli evidenzia che dopo la rivoluzione scientifica del Cinquecento e del Seicento, e dopo il razionalismo dell'età dei lumi, certe forme di occultismo ed esoterismo parevano scomparse, ma riemersero alla fine dell'Ottocento, al tempo della crisi del positivismo. Questa cultura fondata sull'esoterismo, presente in sette negli Stati Uniti, in Francia ed in Gran Bretagna, si diffuse anche in Germania dove si innestò sullo storicismo romantico di Herder e Schlegel. Tale sostrato esoterico contribuì alla formazione ideologica di Hitler e di molti esponenti dell'élite nazista. A questi fattori ideologici ne vanno sicuramente aggiunti altri ben determinanti per l'ascesa del nazismo: la frustrazione dopo la sconfitta nella prima guerra mondiale; la grande depressione del 1929; le debolezze strutturali del liberalismo tedesco già studiate da Max Weber; gli errori dei comunisti della Terza Internazionale (l'idea del social-fascismo); gli errori della socialdemocrazia tedesca che sottovalutò il nazismo.
Gerhard Ritter, studioso del militarismo tedesco, vede nel nazismo una forma specificatamente tedesca di un fenomeno europeo. Esso è da mettere in relazione con la scomparsa della vigorosa fede nella libertà civile, nella persuasione pacifica, nei parlamenti, nel sistema democratico, nella iniziativa privata e nella libera concorrenza, dovuta al fallimento del liberalismo, incapace di risolvere i gravi problemi sorti dallo sviluppo della grande industria e dall'ascesa delle grandi masse proletarie. I parlamenti, fondati sulla pluralità dei partiti opposti, non riscuotevano più la fiducia dei popoli e nell'opinione pubblica erano sostituiti dalle grandi organizzazioni economiche e sociali extra-parlamentari; declinava la fede nei valori spirituali, nell'ordine razionale, si esaltavano gli istinti di forza, gli slanci vitali, la volontà di potenza, il nazionalismo, l'irrazionale. S'affermò la convinzione che ciò che non può risolvere il contrasto dei partiti è facile al superuomo, il solo capace d'impersonare la volontà delle masse, e d'interpretare l'interesse di tutta la nazione.

## Nazismo ed occultismo
Come già si è detto nel precedente paragrafo l'occultismo e la magia svolsero una parte importante nello sviluppo dell'ideologia nazista, che fu così connotata da aspetti mistico-esoterici.
Negli ultimi decenni del XIX secolo in Germania ed Austria nacquero associazioni e cenacoli che avevano degli omologhi in Inghilterra, le cui caratteristiche fondamentali erano quelle di ritenersi depositari di un'antica sapienza primordiale di carattere iniziatico e misterico. Nel 1867 un gruppo di studenti liceali di Vienna fondò l'associazione Die Telyn, nome di un'arpa i cui suoni paramagici erano l'espressione della cultura dei Celti del Galles, suonata dai bardi durante i festival. In questa associazione militavano ammiratori di Nietzsche e Wagner, collaboratori di Georg von Schönerer, fondatore del movimento pangermanista al quale Hitler si richiama nel Mein Kampf. Le idee razziste ed antisemite di Joseph Arthur de Gobineau (Saggio sull'ineguaglianza delle razze umane) e del suo seguace Houston Stewart Chamberlain, genero di Wagner e autore de I fondamenti del secolo XIX (1899), furono ispiratrici dell'ideologia di Alfred Rosenberg, collaboratore di Hitler e trovarono un centro diffusore nel cenacolo di Wagner a Bayreuth.
Nel 1865 Robert Wentworth Little fondò la Società rosacrociana inglese dalla quale deriverà nel 1887 la Golden Dawn, a sua volta collegata con associazioni tedesche legate alla "dottrina segreta" di madame Blavatsky e all'antroposofia di Rudolf Steiner (del resto il collegamento dei Rosacroce tra Germania ed Inghilterra risaliva al secolo XVII). Sul rapporto tra queste correnti e il nazismo, tuttavia è utile ricordare che Hitler aveva pesantemente attaccato Steiner nel 1921, definendolo "agente dell'ebraismo", e che il fondatore dell'antroposofia, prima di morire in circostanze poco chiare nel 1925, avrebbe profetizzato che nel 1933 (che sarà l'anno dell'ascesa di Hitler) si sarebbe manifestata la Bestia dell'Apocalisse, che molti steineriani identificarono appunto con il führer. Nel 1935 Reinhard Heydrich chiuse le scuole fondate da Steiner in quanto "incompatibili" con il nazismo.
L'esoterismo rosacrociano giunse a convergere con il magismo delle rune (l'interpretazione è di origine austriaca) nella versione germanica di questi gruppi "occultistici" (la società del Vril, la Loggia luminosa, la Società Thule). Le premesse a questi movimenti erano state poste negli ultimi decenni del XIX secolo, nel periodo di sviluppo della società occultista Golden Dawn. A Vienna si era costituito un influente gruppo occultista, guidato da Guido von List, un erudito austriaco con l'ossessione di dimostrare che Vienna era stata la città santa dell'antichità. Egli si vantava di aver individuato il kala, il linguaggio segreto degli antichi Germani. Le sue idee si diffusero in Germania, specie nel quartiere degli artisti di Monaco di Baviera. Dalle rune proviene la sigla delle SS, ed Hitler mutuò da queste società segrete l'idea di un rapporto particolare, magico, tra forze cosmiche ed individui particolarmente dotati. In questa cultura era dominate il credo nella metempsicosi e Heinrich Himmler si riteneva l'incarnazione del re di Germania Enrico l'Uccellatore, personaggio dell'epoca delle leggende di Parsifal e di Lohengrin, del mito del Graal che è un'altra importante componente della cultura nazista. Tali idee, unite ad un marcato antisemitismo, furono divulgate anche dalla rivista viennese Ostara assiduamente letta da Hitler. La pubblicazione, fondata nel 1905, prendeva il nome da un'antica dea tedesca della primavera ed era diretta da Jörg Lanz von Liebenfels (Adolf Lanz), un ex frate seguace di List.